# Дом-музей М. Турсун-заде
Дом-музей М. Турсун-заде – мемориально-литературный музей Народного поэта Таджикистана Мирзо Турсун-заде был основан постановлением ЦК КП Таджикистана и Совета Министров Таджикской ССР 21 марта 1978 года в бывшем доме поэта в городе Душанбе. Музей был открыт для посещения в дни празднования 70-летия со дня рождения Мирзо Турсун-заде в 1981 году. Постоянная экспозиция музея располагается в частном доме поэта, где сохранилась обстановка гостиной и кабинета. Музей достоверно воспроизводит условия жизни и работы таджикского писателя, а также рассказывает о культурной жизни Душанбе в середине XX века. В специальном помещении, представлена экспозиция, рассказывающая о жизни и творчестве Мирзо Турсун-заде, его разносторонней деятельности по укреплению мира. Важной частью музейного собрания является библиотека и личный архив. Здесь собраны фотографии, рукописи, поэтические сочинения, дарственные книги и личная переписка поэта с деятелями культуры зарубежных стран. На базе Дома-музея образовано Объединение литературных музеев Душанбе, куда на правах филиалов вошли Дом-музей С. Айни и Дом-музей А. Лахути. 

## Музей на Родине поэта
Ещё один музей посвященный М. Турсун-заде был открыт в 1989 году на родине поэта в поселке Каратаг в Турсунзадевском районе Таджикистана. В начале он функционировал  как историко-краеведческий музей.
В 2001 году в честь 90-летия Мирзо Турсун-заде, музей был преобразован в мемориальный — Государственный Дом-музей Мирзо Турсун-заде им. 16-летия независимости Республики Таджикистан. Для него было построено специальное одноэтажное здание на берегу реки, окруженное садом. Перед входом в музей установлен скульптурный бюст Мирзо Турсун-заде.